# Ernst Schlee (Kunsthistoriker)
Ernst Riewert Schlee (* 5. Januar 1910 in Heide, Holstein; † 26. März 1994 in Schleswig) war ein deutscher Kunsthistoriker und Museumsdirektor.

## Leben
Der gebürtige Heider Ernst Schlee studierte nach dem Abitur Kunstgeschichte, Philosophie, Germanistik und Volkskunde an den Universitäten Marburg, Wien, Berlin und Kiel. 1934 wurde er an der Universität Kiel mit einer Dissertation bei Arthur Haseloff über Die Ikonographie der Paradiesesflüsse promoviert.
Im Herbst 1934 beteiligte sich Schlee an einem ethnologischen Kursus des „Baltischen Instituts“ am Nordiska Museet, Stockholm, und lernte dabei die bedeutenden, ihn nachhaltig prägenden schwedischen Volkskundler Sigurd Erixon (1888–1968) und Sigfrid Svensson (1901–1984) kennen. Danach arbeitete Ernst Schlee an einer Studie über die schleswig-holsteinische Kunstgeschichte. Zudem stellte er sich für ca. zwei Jahre in den Dienst der „NS-Kulturgemeinde“, indem er half, einen „Kunstring“ aufzubauen und Ausstellungen zu organisieren. Ziel war es nach eigener Aussage u. a., lebende schleswig-holsteinische Künstler auch in der Provinz zu zeigen. In den Jahren vor 1939 war Schlee zudem Dienststellenleiter des Gaukulturamtes der NSDAP in Kiel. Als solcher würdigte er in einer Rede zur Einweihung der in einer „Führerstirnwand“ gipfelnden völkischen Wandmalerei des örtlichen Künstlers Gerhart Bettermann im Saal des damaligen Kappelner Rathauses diese als „vorbildlich“. 1984 nahm Schlee in einem langen Aufsatz Stellung zu seiner Rolle in der Zeit des Nationalsozialismus.
1936 wurde Ernst Schlee zum Lehrbeauftragten für „Deutsche Volkskunst“ mit besonderer Berücksichtigung der Beziehungen zum skandinavischen Norden an die Christian-Albrechts-Universität in Kiel ernannt. Bis 1939 hielt er am Kunsthistorischen Seminar Vorlesungen und Übungen zu volkskundlichen Themen ab. Nach Auflösung der „NS-Kulturgemeinde“ erhielt Schlee seit Anfang 1937 von Stipendien der Universität Kiel, die mit einem Habilitationsprojekt über die „Entwicklung des Bauernhauses in Schleswig-Holstein“ verbunden waren. Zumindest im März 1937 war er noch Dienststellenleiter des Gaukulturamtes der NSDAP in Kiel. Am 1. Oktober 1939 schließlich wurde Schlee „Wissenschaftlicher Hilfsarbeiter“ am Schleswig-Holsteinischen Landesmuseum in Kiel. 1940 wurde er zur Wehrmacht einberufen. Die Habilitationsschrift blieb unvollendet.
Nach Kriegsdienst und Gefangenschaft nahm er 1948 seine Tätigkeit am Museum wieder auf. Zunächst noch als „Wissenschaftlicher Assistent“ wurde er damit beauftragt, den Umzug des Museums in das Schloss Gottorf in Schleswig zu organisieren. Im Sommer 1948 begann der Transport der ausgelagerten Sammlungen nach Schleswig. 1949 wurde Schlee zum Museumsdirektor ernannt. 1950 erfolgte die Wiedereröffnung des Hauses als Schleswig-Holsteinisches Landesmuseum im Schloss Gottorf.
Ernst Schlee erweiterte das Sammlungskonzept des Landesmuseums um die Kunst des 20. Jahrhunderts. Seit 1950 gab er die Jahrbücher des Schleswig-Holsteinischen Landesmuseums (Kunst in Schleswig-Holstein) heraus. Ein weiterer Schwerpunkt war die Volkskunde: 1957, nachdem in den Wirtschaftswunderjahren die letzten traditionellen Bestände an Geräten zur Feld-, Haus- und Hofwirtschaft durch Produkte des Industriezeitalters ersetzt wurden, initiierte Schlee die Volkskundliche Landesaufnahme Schleswig-Holstein. Auf der Insel Föhr hatte er 1954 die Methoden einer solchen umfassenden Inventarisierung erprobt. Mit seiner Grundlagenarbeit stellte er das Material für die volkskundliche Erforschung der Alltagsgeschichte bereit, wie sie u. a. von Günter Wiegelmann fortgesetzt wurde, sowie für eine historische Bildwissenschaft.
Nach seiner Gründung 1957 saß Ernst Schlee als Mitglied im Beirat der Stiftung Preussischer Kulturbesitz. 1968 erhielt Schlee eine Ehren-Professur des Landes Schleswig-Holstein. 1979 bekam Schlee den Kulturpreis der Stadt Kiel verliehen. Bis 1970 war Schlee Zweiter Vorsitzender der Deutschen Gesellschaft für Volkskunde. Ab 1975 lebte er im Ruhestand und war bis kurz vor seinem Tod weiterhin wissenschaftlich tätig.

## Familie
Verheiratet war Schlee seit 1939 mit Elise Landerer (* 1914), einer Tochter des Landwirts und Domänenpächter auf der Domäne Schäferhof bei Tettnang Hans Landerer und dessen Ehefrau Lili, geb. Raschle. Aus der Ehe gingen zwei Söhne nd eine Tochter hervor.

## Auszeichnungen
- 1975: Bundesverdienstkreuz I. Klasse
- 1968: Ehrenprofessur des Landes Schleswig-Holstein „in Anerkennung seiner Verdienste um die wissenschaftliche Erforschung der schleswig-holsteinischen Kunstgeschichte und Volkskunde sowie in Würdigung seiner erfolgreichen Bemühungen um eine lebendige Darstellung des schleswig-holsteinischen Kulturlebens in Vergangenheit und Gegenwart“.[11]
- 1979: Kulturpreis der Stadt Kiel

## Schriften (Auswahl)
- Kunstgeschichtliche Heimatforschung. In: Die Heimat. Monatsschrift des Vereins zur Pflege der Natur- und Landeskunde in Nordelbingen. Bd. 45 (1935), Heft 4, April 1935, S. 113–115 (Digitalisat).
- Der Gebrauch der Brautkronen in Schleswig-Holstein. In: Die Heimat. Monatsschrift des Vereins zur Pflege der Natur- und Landeskunde in Nordelbingen. Bd. 46 (1936), Heft 5, Mai 1936, S. 129–140 (Digitalisat).
- Oluf Braren (1787–1839). Zu seinem 150. Geburtstag. In: Die Heimat. Monatsschrift für schleswig-holsteinische Heimatforschung und Volkstumspflege. Bd. 47 (1937), Heft 2, Februar 1937, S. 33–40 (Digitalisat).
- Pfingstmaien in der Kirche. In: Die Heimat. Monatsschrift für schleswig-holsteinische Heimatforschung und Volkstumspflege. Bd. 48 (1938), Heft 5, Mai 1938, S. 129–132 (Digitalisat).
- Die Ikonographie der Paradiesesflüsse. Dieterich, Leipzig 1937.
- Schleswig-Holstein (Reihe Deutsche Volkskunst). Böhlau, Weimar 1939.
- Regentuch und Regenhut (Umfragen zur gegenständlichen Volkskunde 3). In: Die Heimat. Monatsschrift für schleswig-holsteinische Heimatforschung und Volkstumspflege. Bd. 49 (1939), Heft 10, Oktober 1939, S. 273–278 (Digitalisat).
- Waldhammer und Botenhammer (Umfragen zur gegenständlichen Volkskunde). In: Die Heimat. Monatsschrift für schleswig-holsteinische Heimatforschung und Volkstumspflege. Bd. 50 (1940), Heft 5, Mai 1940, S. 66–70 (Digitalisat).
- Die Leichentür (Umfragen zur gegenständlichen Volkskunde 5.). In: Die Heimat. Monatsschrift für schleswig-holsteinische Heimatforschung und Volkstumspflege. Bd. 50 (1940), Heft 9, September 1940, S. 139–143 (Digitalisat).
- Der Klobb (Umfragen zur gegenständlichen Volkskunde 4.). In: Die Heimat. Monatsschrift für schleswig-holsteinische Heimatforschung und Volkstumspflege. Bd. 51 (1941), Heft 1, Januar 1941, S. 1–7 (Digitalisat).
- Grabpfahl und Totenpfahl (Umfragen zur gegenständlichen Volkskunde). In: Die Heimat. Monatsschrift für schleswig-holsteinische Heimatforschung und Volkstumspflege. Bd. 51 (1941), Heft 4, April 1941, S. 49–52 (Digitalisat).
- Noch einmal: Der Klobb. In: Die Heimat. Monatsschrift für schleswig-holsteinische Heimatforschung und Volkstumspflege. Bd. 51 (1941), Heft 6, Juni 1941, S. 87–89 (Digitalisat).
- Der Betstuhl in der Kapelle von Schloß Gottorp. In: Die Heimat. Monatsschrift des Vereins zur Pflege der Natur- und Landeskunde in Schleswig-Holstein. Bd. 57 (1950), Nr. 8, August 1950, S. 220–227 (Digitalisat).
- Die Kapelle des Schlosses Gottorp. Wolff, Flensburg 1952.
- Der Gebrauch des Taufzeuges (Kasseltüchs) in Schleswig-Holstein. In: Die Heimat. Monatsschrift des Vereins zur Pflege der Natur- und Landeskunde in Schleswig-Holstein. Bd. 61 (1954), Nr. 8, August, S. 218–223 (Digitalisat).
- Hausrat der Galmsbüller Halligleute im 18. Jahrhundert. In: Die Heimat. Monatsschrift des Vereins zur Pflege der Natur- und Landeskunde in Schleswig-Holstein. Bd. 61 (1954), Nr. 12, Dezember, S. 307–312 (Digitalisat).
- Ein Bindebrief aus Tondern von 1722. In: Die Heimat. Monatsschrift des Vereins zur Pflege der Natur- und Landeskunde in Schleswig-Holstein. Bd. 65 (1954), Nr. 2, Februar, S. 56–64 (Digitalisat).
- Schleswig-holsteinisches Volksleben in alten Bildern. Wolff, Flensburg 1963.
- Das Schleswig-Holsteinische Landesmuseum (= Kulturgeschichtliche Museen in Deutschland, Bd. 2). Cram, de Gruyter & Co., Hamburg 1963.
- Landschaftsmaler an Schleswig-Holsteins Küsten. Westholsteinische Verlagsanstalt Boyens, Heide in Holstein 1975, ISBN 3-8042-0150-4.
- Kulturgeschichte schleswig-holsteinischer Rathäuser. Westholsteinische Verlagsanstalt Boyens, Heide in Holstein 1976, ISBN 3-8042-0164-4.
- Kulturgeschichtliches Bilderbuch vom alten Kiel. Mühlau, Kiel 1977, ISBN 3-87559-028-7.
- Die Volkskunst in Deutschland. Ausstrahlung, Vorlagen, Quellen. Callwey, München 1978, ISBN 3-7667-0440-0.
- Altes Schmiedewerk in Schleswig-Holstein. Westholsteinische Verlagsanstalt Boyens, Heide in Holstein 1979, ISBN 3-8042-0227-6.
- Persönliche Eindrücke aus dem Kunstleben in der Provinz 1920–1937. Ein Beitrag auch zur Lage der bildenden Kunst im Dritten Reich. In: Nordelbingen. Beiträge zur Kunst- und Kulturgeschichte Schleswig-Holsteins, Jg. 53 (1984), S. 169–196.
- Scherrebeker Bildteppiche (= Kunst in Schleswig-Holstein, Bd. 26). Wachholtz, Neumünster 1984, ISBN 3-529-02542-9.
- Der Maler Oluf Braren, 1787–1839. Husum Druck- und Verlagsgesellschaft, Husum 1986, ISBN 3-88042-313-X.
- Illustrationen zu den Werken Theodor Storms. Husum Druck- und Verlagsgesellschaft, Husum 1987, ISBN 3-8042-0422-8.
- Der Gottorfer Globus Herzog Friedrichs III. Husum Druck- und Verlagsgesellschaft, Husum 1991, ISBN 3-8042-0524-0.
- Christian Carl Magnussen. Ein Künstlerschicksal aus der Kaiserzeit. Husum Druck- und Verlagsgesellschaft, Husum 1991, ISBN 3-88042-577-9.